# Menars
Menars is een gemeente in het Franse departement Loir-et-Cher (regio Centre-Val de Loire) en telt 574 inwoners (1999). De plaats maakt deel uit van het arrondissement Blois.

## Geografie
De oppervlakte van Menars bedraagt 4,5 km², de bevolkingsdichtheid is 127,6 inwoners per km².

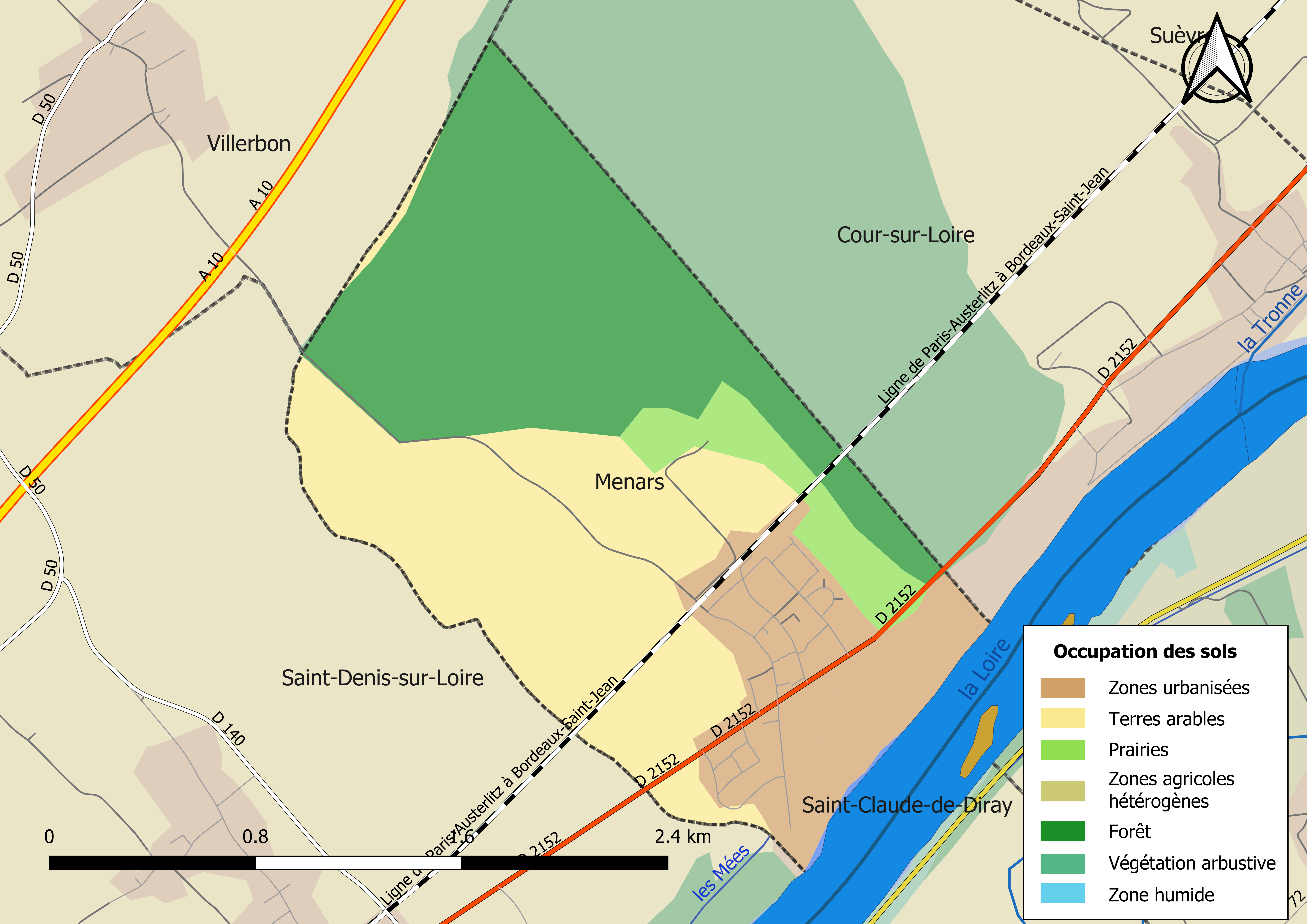
Kaart van de gemeente met de belangrijkste infrastructuur, bodemgebruik en omliggende gemeenten

## Bezienswaardigheden

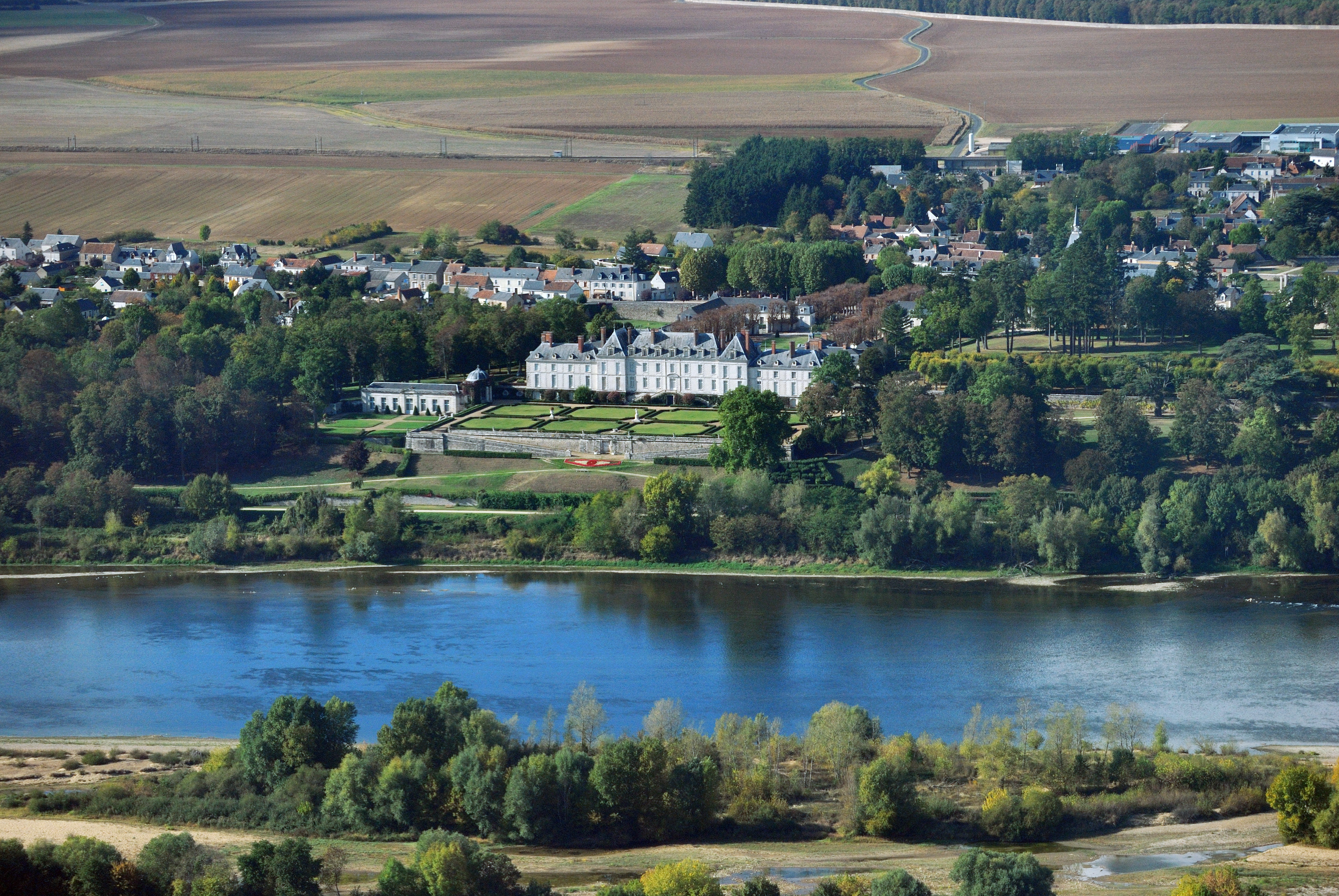
Kasteel van Menars bij de Loire

- Het kasteel van Menars uit de 17e en 18e eeuw. In het begin van de 19e eeuw was het kasteel eigendom van prins Joseph de Riquet de Caraman et de Chimay.

## Demografie
Onderstaande figuur toont het verloop van het inwonertal (bron: INSEE-tellingen).